# 슈탈프 유키 리하르트
슈탈프 유키 리하르트(일본어: シュタルフ 悠紀 リヒャルト, 1984년 8월 4일~)는 일본의 축구 선수, 지도자이다.

## 지도자 경력
2019년부터 2021년까지 YSCC 요코하마에서 감독을 맡았다. 2022년부터 2023년까지 AC 나가노 파르세이루에서 감독을 맡았다. 2024년 6월 SC 사가미하라의 감독으로 취임하였다.